# ملعب 9 يوليو
ملعب 9 يوليو هو ملعب كرة قدم يقع في مدينة مصراتة الليبية . يسع الملعب لجلوس 10 آلاف متفرج . يعتبر الملعب الرسمي الذي يخوض فيه نادي السويحلي مبارياته .